# Дом Удружења југословенских инжењера и архитеката у Београду
Дом Удружења југословенских инжењера и архитеката у Београду, данас Дом инжењера Србије је здање које се налази у улици Кнеза Милоша 7 у Београду. Зграда је подигнута и грађена у периоду између 1933. и 1935. године. Базирана је према пројекту архитеката Милана - Мише Манојловића и Исака Азриела.
Корпус зграде према улици Кнеза Милоша представља блок висок четири спрата, са степенишним корпусом, док је из Лазаревићеве улице волумен разломљен и повучен од регулационе линије. Изнад приземемља налази се и кровна тераса на нивоу првог спрата. Фасада зграде је равна, без орнамената и са прозорским отворима.
Дом УЈИА је 2018. године уврштен у споменике културе Београда.

## Историјат
Недуго након оснивања Краљевине СХС, формирано је „Удружење инжењера и архитеката Краљевства Срба, Хрвата и Словенаца” средином 1919. године, међутим, само неколико месеци касније удружење је променило назив у „Удружење југословенских инжењера и архитеката”. Циљ удружења је био да промовише идеју интегралног југословенства, да успостави нови поредак инжењерства и архитектуре у још младој држави и тиме ојача новоформирани национални идентитет код својих грађана. Идеолошка улога УЈИА била је једна од кључних за пласирање система вредности и генералног ширења свести југословенства које је Краљевина хтела да имплеменитра у јавности. Корени УЈИА су претежно утемељени у упоришту „Удружења српских инжењера и архитеката”, што је и непосредно утицало да се Дом Удружења изгради управо у Београду. Удружење је такође имало и сопствени гласило, односно Технички лист, који је излазио у периоду од 1919. до 1939. године. Приликом иницијативе за изградњу Дома Удружења која је покренута 1921. године уследио је низ непогода и полемика око пројекта које ће резултовати да се централно седиште УЈИА подигне тек деценију и нешто касније. За архитектуру зграде је био задужен Клуб архитеката београдске секције, а посредно и одељење за архитектуру Министарства грађавине, с обзиром да су сачињавали три четвртине Клуба архитеката. Прошла су три конкурса у интервалу од десет година док се није пронашло коначно решење за архитектуру дома.
На првом конкурсу 1923. године појавило се укупно 19 пројеката, од којих ниједан није освојио прву награду, а друга и трећа награда додељене су Велимиру Гавриловићу, док су пет равноправних откупа поделили Алојз Камарит, Чедомир Глишић, Милан Злоковић, Војин Петровић, те Јозо Отахал и Иван Жупан. Када је реч о изгледу пројекта, велики акценат је био на стварању оригиналног дизајна без претераног утицаја страних стилова у покушају да се пронађе дефинишући национални стил који ће постати својствен националној архитектури у будућности. Пројекат Милана Злоковића је несумњиво привукао највећу пажњу, првенствено због својих модернистичких тенденција и рељефних персонификација које су требале да представљају сложност и јединство три народа (Срба, Хрвата и Словенаца). На другом конкурсу 1930. године највећу пажњу изазива пројекат Душана Бабића који је био саборац Милана Злоковића и такође припадник архитектонског модернизма, који је био убедљиво најдоминантнији правац тих година. У контексту архитектуре, Бабићев пројекат је прилично подсећао на Злоковићев, користећи сличне рељефне панеле и фигуралне алегорије са још израженијим идеолошким конотацијама. Након што је одлучено да се здање подигне у улици Кнеза Милоша (тада улица Краља Фердинанда), Управа је 1933. године расписала трећи и последњи конкурс за архитектонско решење Дома УЈИА. За разлику од претходних, трећи конкурс је уродио плодом, доделом прве награде београдском архитекти Милану - Миши Манојловићу за његов пројекат, чиме је и стекао право извођења и конструисања зграде. Коаутор овог пројекта је био Исак Азриел, који је био чест сарадник Мише Манојловића у архитектонским сферама. Зграда је евидентно потенцирала функционалност наспрам традиционалне естетике, што се може закључити по равној безорнаменталној фасади и генералном антимонументалном карактеру, што ће постати преовладавајућа одлика новог стила. Радови на згради су почели у јулу 1933. године, а завршени су у потпуности на пролеће 1935. године. Због своје баналности и недекоративних вредности, као и свог радикалног функционализма, који је био изузетно атипичан за тај период, фасада зграде је проузроковала општу дисонанцу у београдским архитектонским круговима. Једна од кључних фигура за промене које су уследиле био је Драгиша Брашован, тада један од еминентнијих модерниста. Захваљујући њему дошло је до знатних обрада фасаде, као и облога од камених плоча у приземљу, што је свеукупно било много приврженије афинитетима југословенских модерниста.
Крајем Другог светског рата 1944. године, Дом УЈИА је на кратко време служио као седиште Радио — комитета ФНРЈ, након чега се почетком педесетих поново враћа у службу архитеката и инжењера под новим називом „Дом Савеза друштава инжењера и техничара Србије”. Паралелно, основан је и Савез инжењера и техничара Југославије. Њихов Дом је изграђен 1969. године на суседној локацији, а пројектовао га је архитекта Радивоје Томић. У приземљу Дома УЈИА 1999. године отворен је биоскоп „Tuckwood”, који је и данас у функцији.
Влада Републике Србије је 2018. године прокламовала Дом Удружења југословенских инжењера и архитеката за споменик културе Београда.

## Архитектура
Корпус зграде према Улици кнеза Милоша представља блок висок четири спрата, са степенишним корпусом, док је из Лазаревићеве улице волумен разломљен и повучен од регулационе линије. Изнад масива приземља уздиже се структура основе у облику латиничног слова „L”, са равном кровном терасом на нивоу првог спрата.
Фасаде су равне, без орнамената, са прозорским отворима чија диспозиција, облик и величина наговештавају карактер простора који осветљавају, у најбољој традицији функционализма. Унифицирани прозорски отвори на спратовима сугеришу да се иза њих налазе истоветне канцеларије; велики прозори у зони приземља говоре о издвојености јавних и репрезентативних простора за окупљање и састанке, а стаклено платно на истуреном корпусу означава позицију степенишног простора. Једини уступак традиционалној обради фасада представља донекле другачији третман приземља у односу на зоне спратова, са облогом од камена.
Споменик културе својим обликовањем и модерном обрадом, требало је да репрезентује идеологију интегралног југословенства. Данас он говори о сложеној улози модернистичке поетике на београдској архитектонској сцени друге и треће деценије 20. века и доприноси препознавању начина како одређена идеологија добија своју визуелну и материјалну потврду.
Споменик културе јесте дело високих архитектонско-урбанистичких и културно-историјских вредности.